# Jivko Vanguelov
Jivko Vanguelov (búlgar: Живко Атанасов Вангелов)  (Nova Zagora, 7 de juliol de 1960) és un lluitador búlgar, ja retirat, especialista en lluita grecoromana, que va competir durant la dècada de 1980.
El 1988 va prendre part en els Jocs Olímpics d'Estiu de Seül, on guanyà la medalla de plata en la competició del pes ploma del programa de lluita grecoromana.
En el seu palmarès també destaquen quatre medalles al Campionat del món, dues d'or i dues de bronze, entre les edicions de 1983 i 1987, així com dues medalles d'or al Campionat d'Europa de lluita, el 1983 i 1987.